# Hankyoreh
Hankyoreh (en hangul, 한겨레; significado, ‘Nación coreana’; literalmente, «Una nación») es un diario liberal de centroizquierda  de Corea del Sur. Se creó en 1988 como una alternativa a los periódicos existentes, que se consideraban indebidamente sometidos a la influencia del gobierno autoritario de la época. En su lanzamiento, afirmó ser «el primer periódico del mundo verdaderamente independiente del poder político y del gran capital». A partir de 2016 ha sido votado como la organización de noticias más confiable por los periodistas coreanos durante nueve años consecutivos, pero también es el medio de comunicación menos influyente según la encuesta. Tiene ediciones en línea en inglés, chino y japonés.

## Historia
El periódico se fundó originalmente como Hankyoreh Shinmun (en hangul, 한겨레신문) el 15 de mayo de 1988, por experiodistas de Dong-a Ilbo y Chosun Ilbo. En aquella época, los censores gubernamentales estaban en todas las salas de redacción, el contenido de los periódicos estaba prácticamente dictado por el Ministerio de Cultura e Información, y los periódicos tenían casi los mismos artículos en cada página. Hankyoreh pretendía ofrecer una alternativa independiente, de tendencia izquierdista y nacionalista liberal a los periódicos tradicionales, considerados ciegamente proempresariales y opuestos a la reunificación nacional. Para subrayar su patriotismo y su ruptura con la tradición, Hankyoreh se convirtió en el primer diario en rechazar completamente el uso del hanja y utilizar solo el hangul; continúa haciendo además un uso limitado del alfabeto latino y restringe el recurso a los préstamos lingüísticos. También fue el primer periódico de Corea que se imprimió horizontalmente en lugar de verticalmente, según el uso tradicional del país.

## Línea editorial sobre cuestiones políticas

### Entre el nacionalismo y el internacionalismo
Hankyoreh es el medio de comunicación más crítico hacia Japón entre los principales de Corea del Sur. El 7 de octubre de 2016 publicó un artículo en el que argumentaba que los sentimientos antijaponeses de Corea del Sur y los sentimientos anticoreanos de Japón eran completamente diferentes y que era incorrecto confundirlos. En particular, el periódico sostiene que la actitud antijaponesa de Corea no conduce a crímenes de odio contra los japoneses y es un sentimiento legítimo de los ciudadanos del país. Sin embargo, el periódico ha criticado la xenofobia contra los japoneses que se vive Corea en medios conservadores. Hankyoreh es conocido como el medio de comunicación más proeuropeo de Corea del Sur. Cuando Gran Bretaña decidió abandonar la Unión Europea, Hankyoreh criticó la decisión británica.
En consonancia con el nacionalismo del periódico y sus aspiraciones de reunificación, sus informes sobre asuntos intercoreanos y del este asiático se basan en su política editorial de búsqueda de la reconciliación, la estabilidad y la coprosperidad pacífica a través del diálogo, en lugar de la presión sobre el gobierno de Corea del Norte. En el ámbito de las noticias sobre cuestiones nacionales y Cheongwadae, la Oficina del Presidente, estudios sobre las políticas editoriales de los periódicos surcoreanos han establecido que Hankyoreh, que publicó su primer número a principios de la administración de Roh Tae-woo, ha mostrado poca fluctuación de una administración a otra. Hankyoreh también dirige la Fundación Hankyoreh para la Reunificación y la Cultura, un foro para la defensa de la paz y la reunificación en la península de Corea. A pesar del apoyo del periódico a la democracia, los derechos humanos y la libertad de expresión en Corea del Sur, en junio de 2009 Hankyoreh describió el arresto y encarcelamiento de dos periodistas estadounidenses en Corea del Norte, condenado por Reporteros sin Fronteras, como juicio farsa, como una «señal no del todo negativa» de la apertura de Corea del Norte a la comunicación.

### Liberalismo y apoyo a los derechos humanos
Otro aspecto del legado de su temprana historia disidente consiste en un fuerte énfasis en los derechos humanos en Corea del Sur, una posición que sigue manteniendo hoy en día. Junto a varias organizaciones internacionales el periódico ha criticado al gobierno por el retroceso del país en calidad de la democracia, derechos humanos y libertad de prensa. La defensa de los derechos humanos de Hankyoreh también se extiende a los norcoreanos, tiende a apoyar la normalización de las relaciones con los EE. UU., y ha criticado los enfoques para mejorar la situación alentando el colapso del sistema, como el enfoque Lefkowitz y la absorción por Corea del Sur, o alentando las deserciones de ciudadanos del norte.
Hankyoreh se opone a la censura y a las escuchas telefónicas, fomenta el debate activo sobre las noticias que circulan y, como muchos periódicos de Corea del Sur, se opone a la circulación de contenido informativo gráfico. En 2004 adoptó una postura firme en el caso del vídeo de la muerte del misionero Kim Sun-il en Irak. Respaldó firmemente las protestas de las vacas locas de 2008 como una victoria de la democracia sustancial frente a la mera democracia procedimental. Instó enérgicamente a la cobertura de las manifestaciones de 2008 y a una mayor comprensión del espíritu de las velas, al que los académicos se refieren como el surgimiento de un nuevo movimiento social y forma de democracia en Corea del Sur que protesta contra el desarrollo de políticas comerciales, la liberalización de la educación pública, la privatización de la salud y las consecuencias medioambientales de un proyecto de canal transnacional sin una importante movilización de la opinión pública.
Hankyoreh ha preconizado la adopción de los más altos estándares de ética en el periodismo desde su fundación, y ha iniciado una campaña contra los periodistas que aceptaban sobornos, algo que había sido habitual en la industria en Corea del Sur hasta fines del siglo xx.
Hankyoreh tiene una visión bastante favorable del feminismo, los derechos LGBT, se opone a la discriminación contra las minorías étnicas y apoya la corrección política. Sin embargo, algunos editoriales han criticado esta última. Hankyoreh muestra un tono favorable hacia el Partido Democrático de Corea, pero se opone a su enfoque socialmente algo conservador respecto de los derechos LGBT.

### Situación económica y laboral
Hankyoreh ha criticado a las grandes empresas y conglomerados coreanos que abruman el mercado, el sistema de ingreso a la universidad coreana, las crecientes disparidades de ingresos en la sociedad coreana, al tiempo que mantiene una actitud generalmente favorable hacia el trabajo organizado, y la redistribución las retribuciones.
Hankyoreh apoyó el proteccionismo en los primeros días de su fundación, pero ahora se acerca más al apoyo al libre comercio. Su línea editorialcalificó negativamente la política proteccionista de Joe Biden en 2022, haciendo referencia a las reacciones de expertos y países europeos, y señaló que se trata de un nacionalismo económico (경제적 민족주의) similar al de Donald Trump.
Hankyoreh se apartó de las convenciones establecidas al depender para mantenerse más de las ventas, de campañas periódicas de donaciones privadas y de la venta de acciones, que de la publicidad de grandes corporaciones. El periódico cuenta actualmente con más de 60 000 accionistas ciudadanos, ninguno de los cuales tiene una participación superior al uno por ciento. Los principales accionistas son estudiantes, profesores, abogados, escritores, liberales y trabajadores industriales urbanos. La empresa permanece intencionalmente no cotizada para evitar una adquisición hostil; además, nunca ha mostrado tres años consecutivos de ganancias, uno de los requisitos para cotizar. Los lectores del periódico están distribuidos equitativamente entre las provincias y las principales áreas metropolitanas: el 63,2 % de ellos tiene entre veinte y treinta años y el 44,5 % está formado por graduados universitarios. Los lectores de Hankyoreh pertenecen en su mayoría a la clase media y baja.

### Crítica al conservadurismo dominante
Después de tres décadas en prensa, su circulación de unos 600 000 lectores lo sitúa en un tercio del tamaño de cualquiera de los tres principales diarios (Chosun Ilbo, JoongAng Ilbo y Dong-a Ilbo), aunque por delante de los diarios económicos especializados. Es el cuarto periódico más leído de Corea. El contenido editorial de Hankyoreh consiste en críticas estridentes a los tres principales periódicos. También ha respaldado campañas de boicot a empresas que se anuncian en sus competidores.
En 2009, Hankyoreh se unió a Amnistía Internacional, la Asociación de Productores de Radiodifusión de Corea y otros grupos cívicos para expresar su preocupación por el comportamiento atípico exhibido por los fiscales en la detención de los periodistas del canal de televisión coreano MBC y el ataque a la libertad de prensa en Corea del Sur. Aunque ha habido controversia sobre las distorsiones en los informes de MBC sobre las importaciones de carne vacuna de EE. UU., el arresto de periodistas y la continua persecución de la prensa han sido preocupaciones de importancia primaria para Hankyoreh y otras organizaciones periodísticas internacionales.

### Posiciones sobre el clima y el medio ambiente
En abril de 2020, Hankyoreh se convirtió en el primer periódico tradicional de Corea en establecer un equipo de redacción dedicado al cambio climático. La sección sobre clima se llama Cambio climático& y cubre temas como la energía nuclear, la destrucción ambiental y ecológica, las especies en peligro de extinción, y los compromisos verdes. El periódico ha criticado la energía nuclear por cuestiones de seguridad y ha publicado múltiples editoriales condenando a Japón por sus planes de liberar agua tratada de la catástrofe nuclear de Fukushima al océano.
La serie Crisis climática y derechos humanos del periódico le valió el 11.º premio anual Human Rights Reporting Prize de la Asociación de Periodistas de Corea y la Comisión Nacional de Derechos Humanos de Corea en 2022. El comité de selección afirmó haber «valorado altamente la cobertura sobre el terreno de la serie de vidas desarraigadas por el cambio climático, que demuestra que la crisis climática es, en última instancia, una cuestión de desigualdad y justicia, y su capacidad para desentrañar la crisis climática desde la perspectiva de los derechos humanos».

### Otras cuestiones
En 2014 se asoció con un sindicato de artistas de cómics, Toonion, para crear una empresa global de contenido creativo llamada RollingStory, que lanzó una plataforma para compartir en línea, Spottoon, para cómics digitales de Corea del Sur en 2015.

## Grupo de medios Hankyoreh
- Cine 21
- HuffPost Korea (empresa conjunta con HuffPost News, una división de BuzzFeed )
- Educación Hankyoreh
- Editorial Hankyoreh (HaniBook)